# Ân Hữu
Ân Hữu là một xã thuộc huyện Hoài Ân, tỉnh Bình Định, Việt Nam.
Xã Ân Hữu có diện tích 39,69 km², dân số năm 1999 là 5681 người, mật độ dân số đạt 143 người/km².

## Hành chính
Xã Ân Hữu được chia thành 6 thôn: Hà Đông, Hội Nhơn, Liên Hội, Phú Văn 1, Phú Văn 2, Xuân Sơn.